# Cunninghamella elegans
Espèce
Cunninghamella elegans est une espèce de champignon trouvée dans les sols et utilisée comme organisme modèle du métabolisme mammalien des xénobiotiques. C'est un organisme qui peut être utilisé comme alternative aux modèles animaux.
Par exemple, les flavanones 7-méthoxylées comme la sakuranétine sont dégradées par des organismes du type de C. elegans, par déméthylation suivie d'une sulfatation.